# Agustín Balbuena
Agustín Alberto Balbuena (Santa Fe, 1945. szeptember 1. – Buenos Aires, 2021. március 9.) válogatott argentin labdarúgó, csatár.

## Pályafutása

### Klubcsapatban
1964 és 1969 között a Colón, 1970-ben a Rosario Central, 1971 és 1975 között az Independiente, 1976-ban a Racing Club labdarúgója volt. Az Independiente csapatával egy argentin bajnokságot és négy Copa Libertadorest nyert. 1976–77-ben a kolumbiai Bucaramanga, 1977–78-ban a salvadori FAS együttesében szerepelt.

### A válogatottban
1974-ben nyolc alkalommal szerepelt az argentin válogatottban. Részt vett az 1974-es NSZK-beli világbajnokságon.

## Sikerei, díjai
Independiente
- Argentin bajnokság
  - bajnok: 1971
- Copa Libertadores
  - győztes (4): 1972, 1973, 1974, 1975
- Interkontinentális kupa
  - győztes: 1973
- Copa Interamericana
  - győztes (3): 1972, 1973, 1974